# Navafría
Navafría ist eine Gemeinde in der spanischen Provinz Segovia. Sie liegt im Süden der Autonomen Region Kastilien und León, an der Nordwestabdachung der Sierra de Guadarrama. Sie hat 279 Einwohner (Stand: 2024). 

## Geographie
Navafría liegt etwa 30 Kilometer ostnordöstlich vom Stadtzentrum von Segovia in einer Höhe von ca. 1190 m. 
Navafría befindet sich innerhalb der Zone des kontinentalen mediterranen Klimas.

## Bevölkerungsentwicklung
| Jahr      | 1970 | 1981 | 1991 | 2001 | 2011 | 2021 |
| Einwohner | 509  | 427  | 422  | 364  | 344  | 299  |

## Sehenswürdigkeiten
- Laurentiuskirche

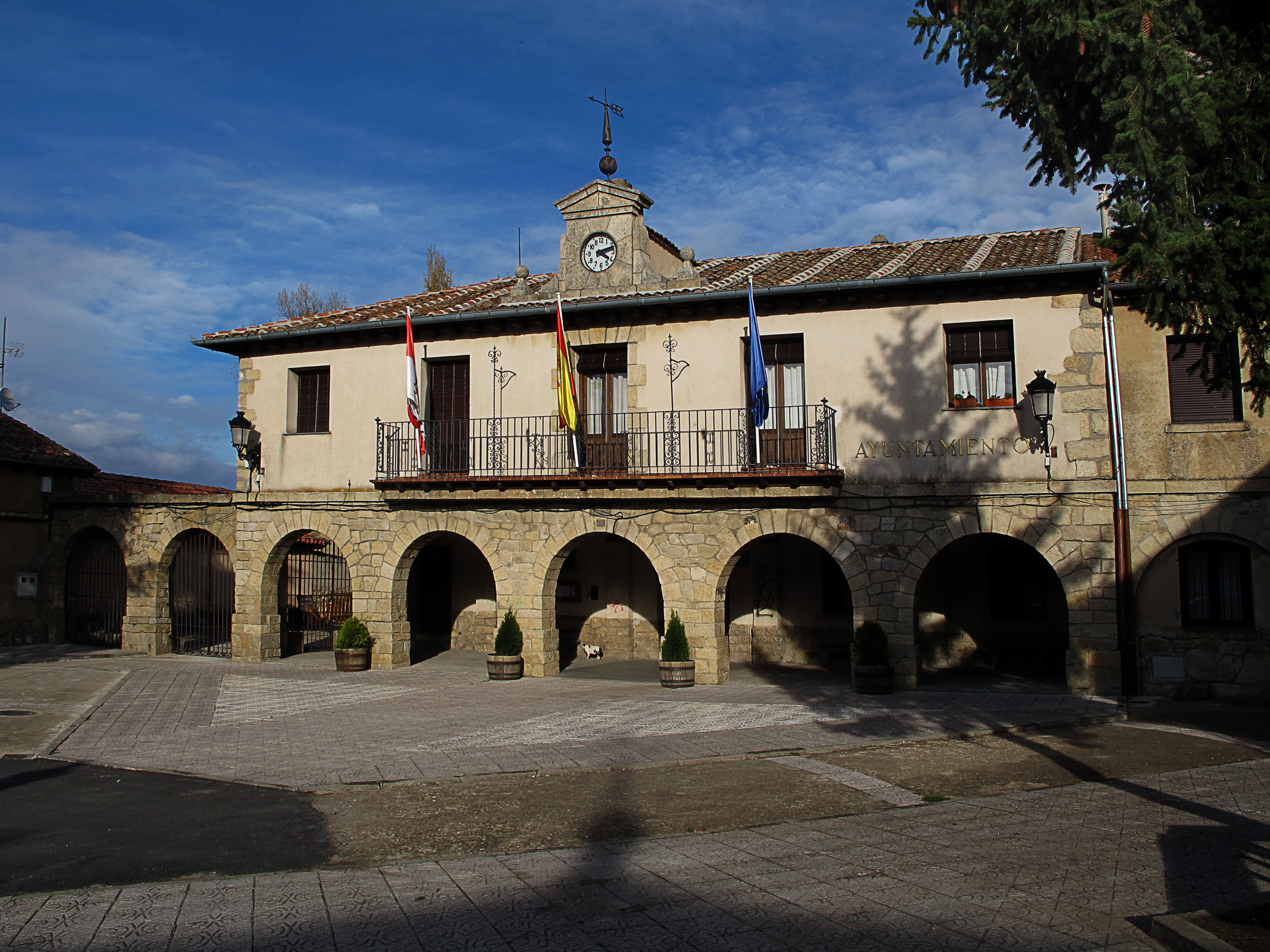
Rathaus